# Cornel Suciu
Cornel Suciu este un general român.
Prin decretul nr. 277 din 4 iunie 1970, generalului-maior Cornel Suciu i s-a retras gradul și a fost trecut în evidența rezerviștilor cu gradul de soldat. După revoluție, prin Decretul nr. 108 din 8 februarie 1990 i s-a redat gradul de general-maior și a fost trecut în evidența cadrelor militare în rezervă cu acest grad.

## Distincții
- Ordinul „Steaua Republicii Socialiste România” clasa a IV-a (25 decembrie 1967) „pentru merite deosebite în opera de construire a socialismului, cu prilejul celei de-a XX-a aniversări a proclamării Republicii”[2]